# أعرف ذلك القلب
أعرف ذلك القلب (بالإسبانية: Pálpito) هو مسلسل إثارة كولومبي من بطولة ميشيل براون، آنا لوسيا دومينيجيز ومارغريتا مونيوث. صدر المسلسل على منصة نتفليكس في 20 أبريل 2022.

## نبذه
يعقد رجل العزم على الانتقام من منظمة الاتجار بالأعضاء البشرية التي قتلت زوجته، فيجد نفسه متورّطًا في علاقة مع المرأة التي حصلت على قلبها.

## روابط خارجية
- أعرف ذلك القلب على موقع IMDb (الإنجليزية)
- أعرف ذلك القلب على موقع روتن توميتوز (الإنجليزية)
- أعرف ذلك القلب على موقع نتفليكس (الإنجليزية)
- أعرف ذلك القلب على موقع كينوبويسك (الروسية)
- أعرف ذلك القلب على موقع قاعدة بيانات الفيلم (الإنجليزية)